# Puelia ciliata
Puelia ciliata, trajnica iz porodice trava, potporodica Puelioideae. Hemikriptofit koji raste po zapadnoj tropskoj Africi, u zemljama uz Gvinejski zaljev.

## Sinonimi
- Puelia occidentalis Franch. ex T.Durand & Schinz, nom. nud.
- Puelia acuminata Pilg., Bot. Jahrb. Syst. 30: 125 (1901).
- Puelia subsessilis Pilg., Bot. Jahrb. Syst. 30: 124 (1901).